# Australian Open 1983
Die Australian Open 1983 fanden vom 29. November bis 11. Dezember 1983 in Melbourne statt. Es handelte sich um die 16. Australian Open seit Beginn der Open Era und die 72. Auflage des Grand-Slam-Turniers in Australien.
Titelverteidiger im Einzel waren Johan Kriek bei den Herren sowie Martina Navratilova bei den Damen. Im Herrendoppel waren dies John Alexander und John Fitzgerald, im Damendoppel Martina Navrátilová und Pam Shriver.

## Herreneinzel

### Setzliste
| Nr. | Spieler          | Erreichte Runde |
| --- | ---------------- | --------------- |
| 01. | Ivan Lendl       | Finale          |
| 02. | John McEnroe     | Halbfinale      |
| 03. | Mats Wilander    | Sieg            |
| 04. | Eliot Teltscher  | Viertelfinale   |
| 05. | Johan Kriek      | Viertelfinale   |
| 06. | Vitas Gerulaitis | 2. Runde        |
| 07. | Tomáš Šmíd       | Viertelfinale   |
| 08. | Anders Järryd    | Achtelfinale    |

| Nr. | Spieler          | Erreichte Runde |
| --- | ---------------- | --------------- |
| 09. | Henrik Sundström | 2. Runde        |
| 10. | Scott Davis      | Rückzug         |
| 11. | Brian Teacher    | 3. Runde        |
| 12. | Hank Pfister     | 2. Runde        |
| 13. | Chris Lewis      | 3. Runde        |
| 14. | Steve Denton     | 3. Runde        |
| 15. | Tim Mayotte      | Halbfinale      |
| 16. | Paul McNamee     | Achtelfinale    |

## Dameneinzel

### Setzliste
| Nr. | Spielerin           | Erreichte Runde |
| --- | ------------------- | --------------- |
| 01. | Martina Navratilova | Sieg            |
| 02. | Sylvia Hanika       | Viertelfinale   |
| 03. | Pam Shriver         | Halbfinale      |
| 04. | Wendy Turnbull      | Viertelfinale   |
| 05. | Hana Mandlíková     | 2. Runde        |
| 06. | Zina Garrison       | Halbfinale      |
| 07. | Billie Jean King    | 2. Runde        |
| 08. | Jo Durie            | Viertelfinale   |

| Nr. | Spielerin            | Erreichte Runde |
| --- | -------------------- | --------------- |
| 09. | Kathy Jordan         | Finale          |
| 10. | Kathy Rinaldi        | 1. Runde        |
| 11. | Eva Pfaff            | Achtelfinale    |
| 12. | Carling Bassett      | Viertelfinale   |
| 13. | Claudia Kohde-Kilsch | Achtelfinale    |
| 14. | Barbara Potter       | Achtelfinale    |
| 15. | Helena Suková        | Achtelfinale    |
| 16. | Rosalyn Fairbank     | Achtelfinale    |

## Herrendoppel

### Setzliste
| Nr. | Paarung                        | Erreichte Runde |
| --- | ------------------------------ | --------------- |
| 01. | Peter Fleming John McEnroe     | Achtelfinale    |
| 02. | Mark Edmondson Paul McNamee    | Sieg            |
| 03. | Anders Järryd Hans Simonsson   | Achtelfinale    |
| 04. | Steve Denton Sherwood Stewart  | Finale          |
| 05. | Tom Gullikson Tim Gullikson    | Halbfinale      |
| 06. | Fritz Buehning Johan Kriek     | Achtelfinale    |
| 07. | Mark Dickson Tomáš Šmíd        | Achtelfinale    |
| 08. | John Alexander John Fitzgerald | 2. Runde        |

| Nr. | Paarung                        | Erreichte Runde |
| --- | ------------------------------ | --------------- |
| 09. | Sammy Giammalva Tony Giammalva | 2. Runde        |
| 10. | Mike Bauer Pat Cash            | Viertelfinale   |
| 11. | Andy Andrews John Sadri        | 2. Runde        |
| 12. | Broderick Dyke Rod Frawley     | Viertelfinale   |
| 13. | Drew Gitlin Craig Miller       | 2. Runde        |
| 14. | David Dowlen Nduka Odizor      | Achtelfinale    |
| 15. | Joakim Nyström Mats Wilander   | Viertelfinale   |
| 16. | David Graham Laurie Warder     | Halbfinale      |

## Damendoppel

### Setzliste
| Nr. | Paarung                         | Erreichte Runde |
| --- | ------------------------------- | --------------- |
| 01. | Martina Navratilova Pam Shriver | Sieg            |
| 02. | Billie Jean King Sharon Walsh   | Halbfinale      |
| 03. | Kathy Jordan Barbara Potter     | Halbfinale      |
| 04. | Jo Durie Ann Kiyomura           | Viertelfinale   |

| Nr. | Paarung                                | Erreichte Runde |
| --- | -------------------------------------- | --------------- |
| 05. | Rosalyn Fairbank Eva Pfaff             | Viertelfinale   |
| 06. | Anne Hobbs Wendy Turnbull              | Finale          |
| 07. | Claudia Kohde-Kilsch Catherine Tanvier | 1. Runde        |
| 08. | Alycia Moulton Paula Smith             | Viertelfinale   |

## Mixed
Zwischen 1970 und 1986 wurden keine Mixed-Wettbewerbe bei den Australian Open ausgetragen.